# Papi tisztségek az ókori Rómában
Az ókori Rómában papok a római vallások vezetői voltak. Egyrészt az istenek tiszteletéről gondoskodtak, másrészt mint szaktudósok szerepeltek a szent dolgokat illető kérdésekben. Voltak egyes papi állások, papi testületek (collegia) és egyesületek vagy szerzetek (sodalitates). A papi méltóság betöltéséhez polgári származás, testi épség, feddhetetlen életmód, és megfelelő életkor szükségeltetett. A papi hivatal életfogytiglan tartott. Adományozása eleinte a királyt illette, a köztársaság alatt a rex sacrificulust, a flameneket, a Salius papokat, és a Vesta-szüzeket a pontifex maximus jelölte ki a papi tisztség ellátására. A papokat a katonai szolgálat alól felmentették, de (a rex sacrificulus és a flamenek kivételével) hivatalt, sőt több papi méltóságot is viselhettek.

## Papi testületek

### Pontifexek
A pontifexek (latinul: Pontifices) négy tagból álló testülete élén a pontifex maximus állt. Idővel számuk 16-re emelkedett. Ez volt a legfőbb papi méltóság. A nagy számú áldozatokon kívül felügyeletük alá tartozott az egész vallásügy; ők mondtak ítéletet minden vallást érintő kérdésben, ők állították össze a naptárt, szabályozták az időszámítást. Ezzel kapcsolatban ők jegyezték a magistratusok névsorát, különösen a consulokét, akik után az éveket számították ; ők írták az évkönyveket is (annales maximi). Hivatalos ruhájuk a toga praetexta, jelvényük a gyapjúsüveg volt.

### Augurok
Az augurok (madárjósok) tiszte elsősorban a madarakon észlelt jelek megfigyelése volt, melyek alapján az istenek akaratát kinyilváníthatták. A konkrét foglalatosságot auguriumnak, a madarak és jelek megfigyelését auspiciumnak nevezték. Ők avatták fel a papi személyeket és a vallásos vagy állami célokat szolgáló nyilvános tereket, épületeket. Számuk eredetileg 3 volt, később 16-ra emelkedett. Az auguroknak jelentős politikai hatalmuk volt, mivel az auspiciumokkal minden jelentős, az állam életét befolyásoló eseményre hatással lehettek: kedvezőtlen jeleket észlelve elhalaszthatták a comitiákat, továbbá az ő hatáskörükbe tartozott, hogy akár jogi ügyekben is döntsenek.
Az augurok közvetítették az istenek, különösen Juppiter szándékát egy-egy ügyben. Arra nézve, hogy az egyén tetteit az istenek helyeslik, avagy rossz szemmel nézik, 5 jelből olvasták ki az isteni szándékot:
1. Signa ex avibus. Ez volt a tulajdonképpeni auspicium. Egy madár puszta feltűnése, megjelenése isteni szándékot nyilvánított ki, mely az egyén tettének jogosságát igazolta vagy elítélte.
2. Signa ex caelo: Az égen feltűnő jelek, mint a villám vagy mennydörgés, melyek csak akkor voltak érvényesek, ha bizonyos helyről figyelték meg.
3. Signa ex tripudiis. A szent csirkék evése során ellesett jelek. Különösen háborúk esetén alkalmazták 
4. Signa pedestria. A kígyók csúszásából vagy a négylábú állatok futásából, dobogásából ellesett jelek.
5. Signa ex diris. A véletlen, szokatlan, megrendítő esetekben megnyilvánuló jelek, pl: tüsszentés, tárgy leejtése, nyavalyatörős ember hirtelen összeroskadása. Ezek mindegyike intő jelnek számított.

### Haruspexek
A haruspexek (latinul Haruspices) (áldozatvizsgálók) feladata volt, hogy az áldozati állatok belső részeiből (máj, tüdő, szív, epe) az isten akaratát megfejtsék. A rendkívüli jelenségekből is ők jósoltak, ha valahová lecsapott a villám, azt minden esetben az isteni nemtetszés megnyilvánulásának tartották. Az engesztelés eszközeit is meghatározták, sőt gyakran ők maguk végezték a szertartást. Számuk idővel 60-ra emelkedett.

### Sacerdotes Sibillini
Sibilla papjai eredetileg 2, később 10, végül 15 tagú testületet alkottak. A testület tagjai háború közeledtével a senatus és pontifex kérésére a Sibilla könyvekből merített rendelkezéseket végrehajtották és végrehajttatták.

### Fetiales
A fetialisok (szószólók) 20 tagú papi testülete a hadüzenet és békekötés alkalmával szokásos szertartásokat felügyelték, ezáltal a háborút és a békét vallásos cselekedetté emelték. Az ő feladatuk volt az állam nevében elégtételt kérni, hadat üzenni, a béke-, fegyverszünet- és szerződéskötések, illetve az ellenség meghódítása alkalmával a szertartásokat végezni. Hivataluk jelvénye a szent fűcsomó volt, melyet a királytól, consultól vagy praetortól kapott megbízatásuk után a fellegvárban téptek ki, és amelyet a testület egyik tagja vitt az áldozati menet élén.

## Egyes papi tisztségek

### Rex sacrorum
Az a papi személy, aki a királyok elűzése óta a királyi méltósággal együtt járó vallási dolgokat és áldozatokat végezte. Névleg a legfőbb pap volt, valójában azonban a pontifex maximus után következett. A tisztet mindig csak patricius tölthette be. Papi teendőinek végzésében felesége (regina sacrorum) segített neki.

### Flamines
Az egyes istenek szolgálatára rendelt egyes papi személyek voltak. Közülük három nagyobb (maiores) patrícius rangú volt:
- flamen dialis (Juppiter papja)
- flamen Martialis (Marsé)
- flamen Quirinalis (Quirinus papja)

A többi 12 kisebb rangú (minores), akik már plebejusok is lehettek, a kisebb istenségeknek szolgálatában álltak. Fő teendőjük az isteneknek naponként bemutatott áldozatokban állt.

### Vestales
Vestales Vesta papnői voltak. Ők ápolták Vesta templomában az örök tüzet, áldozatokat mutattak be, és az állam jólétéért imádkoztak. Számuk eleinte 4, később 6 volt.
E hivatal viselésére minden polgári szülőtől származó lányt kötelezhettek. Valójában azonban csak az előkelő családokból származó 6-10 éves leányok lehettek Vesta papnői. Választásuk sorsolás útján történt.

## Vallásos szerzetek

### Fratres Arvales
vagyis mezei testvérek Acca Larentia (Dea Dia) tiszteletére rendelt papok voltak, akik „rendjük” alapítását (Romuluson kívül) az istennőre vezették vissza. Fő ünnepük májusra esett és három napig tartott, amikor áldozati tulkot vezetve, körmenetben vonultak ki a mezőkre. Ott engesztelő áldozatokat mutattak be, táncoltak és közben a lárokhoz és Marshoz intézett szent dalokat énekeltek.

### Luperci
Lupercus (Faunus) tiszteletére rendelt papok. Faunus Itália legősibb istene volt, akit az erdő jó szellemének tartottak és ezért Lupercusnak, farkasoktól megóvónak nevezték. Papjai a Lupercaliák alkalmával egy szál kecskebőrkötényben, koszorúval díszítve végigfutottak a városon, és akivel csak találkoztak, a föláldozott kecskebak bőréből hasított szíjjal megütötték.

### Salii
A saliusok (táncolók) tizenkét tagból álló testületet alkottak. Fő kötelességük volt, hogy márciusban Mars isten tiszteletére a városban ünnepi körmenetet tartsanak. Vezetőjük a flamen Martialis volt, szent helyük Palatinuson volt.

### Sodales Augustales
Az istenné emelt Augustus tiszteletére Kr. u. 14-ben alapított szerzetesek voltak.